# Mike Fibbens
Michael „Mike“ Wenham Fibbens (* 31. Mai 1968 in Harlow) ist ein ehemaliger britischer Schwimmer, der sich auf die kurzen Freistilstrecken spezialisiert hatte. Er gewann eine Bronzemedaille bei Kurzbahnweltmeisterschaften. Bei Europameisterschaften erschwamm er zwei Bronzemedaillen auf der 50-Meter-Bahn.

## Sportliche Karriere
Mike Fibbens schwamm für den Hatfield SC und für den Beckenham SC.
Bei den Olympischen Spielen 1988 in Seoul schied Fibbens als 25. der Vorläufe über 50 Meter Freistil aus. Die britische 4-mal-100-Meter-Freistilstaffel mit Mike Fibbens, Mark Foster, Roland Lee und Andy Jameson erreichte das Finale und belegte den siebten Platz. 1989 bei den Europameisterschaften in Bonn wurde die britische 4-mal-100-Meter-Lagenstaffel Fünfte in der Besetzung Gary Binfield, Adrian Moorhouse, David Parker und Mike Fibbens.
1990 bei den Commonwealth Games in Auckland wurde Fibbens, für England startend, hinter den beiden Australiern Andrew Baildon und Chris Fydler Dritter über 100 Meter Freistil. Außerdem erschwamm Fibbens die Silbermedaille mit der 4-mal-100-Meter-Freistilstaffel und mit der 4-mal-100-Meter-Lagenstaffel. Im August 1991 bei den Europameisterschaften in Athen belegte die britische Lagenstaffel mit Martin Harris, Adrian Moorhouse, Richard Leishman und Mike Fibbens den vierten Platz mit 1,32 Sekunden Rückstand auf die drittplatzierten Ungarn. Über 100 Meter Freistil schwamm Fibbens auf den siebten Rang. Über 50 Meter Freistil siegte der Deutsche Nils Rudolph vor Gennadi Prigoda aus der Sowjetunion. 0,28 Sekunden hinter Prigoda erreichten Fibbens und Wolodymyr Tkatschenko aus der Sowjetunion zeitgleich das Ziel und erhielten beide eine Bronzemedaille.
Bei den Olympischen Spielen 1992 in Barcelona schied Fibbens über 100 Meter Freistil als 21. der Vorläufe aus. Die britische 4-mal-100-Meter-Freistilstaffel mit Roland Lee, Mark Foster, Mike Fibbens und Paul Howe erreichte wie 1988 den siebten Rang. Über 50 Meter Freistil war Fibbens 19. der Vorläufe. Im August 1993 war Sheffield Austragungsort der Europameisterschaften. Fibbens belegte den siebten Platz über 100 Meter Freistil. Die 4-mal-100-Meter-Lagenstaffel mit Mike Fibbens, Nick Gillingham, Mark Foster und Martin Harris erkämpfte die Bronzemedaille hinter den Russen und den Ungarn. Ende 1993 fanden die ersten Kurzbahnweltmeisterschaften in Palma de Mallorca statt. Die britische Lagenstaffel mit Harris, Gillingham, Fibbens und Foster erschwamm die Bronzemedaille hinter der Staffel aus den Vereinigten Staaten und den Spaniern. 1994 gewann Fibbens mit der englischen 4-mal-100-Meter-Freistilstaffel die Bronzemedaille bei den Commonwealth Games in Victoria.
1996 bei den Olympischen Spielen in Atlanta erreichte die britische 4-mal-100-Meter-Freistilstaffel mit Nick Shackell, Alan Rapley, Mark Stevens und Mike Fibbens das Finale und belegte den achten Platz. Für Fibbens war es die dritte Teilnahme am olympischen Staffelfinale. Anfang 1998 bei den Weltmeisterschaften in Perth erreichte Fibbens noch einmal ein großes Finale. Die 4-mal-100-Meter-Freistilstaffel mit Gavin Meadows, Mike Fibbens, James Salter und Nick Shackell wurde Siebte.

## Familie
Mikes ältere Schwester Nikki Fibbens schwamm ebenfalls bei Olympischen Spielen.